# Jay Harrington
James H. Harrington III, conhecido por Jay Harrington (15 de novembro de 1971) é um ator norte-americano.

## Carreira
Harrington foi caracterizado como o Dr. Simon O'Keefe no drama Summerland, o agente especial Paul Ryan do FBI no The Inside da FOX e Steve na versão da NBC de Coupling. Ele apareceu em um papel recorrente na série dramática policial The Division. Também teve papéis em A.U.S.A., The Shield, Time of Your Life, Private Practice e Burn Notice.
Em 2006, Harrington começou a aparecer como Dr. Ron McCready na série Desperate Housewives. Ele atuou como Ted Crisp na série de comédia Better Off Ted de março de 2009 a janeiro de 2010. Também fez papel recorrente na 4ª temporada da série de TV Hot in Cleveland. Em 2014, ele co-estrelou no curta-metragem Benched.
Harrington apareceu nos filmes American Reunion, Whatever It Takes, Anywhere but Here, Catalina Trust e Partner. Ele também atuou no palco, estrelando Jack em Boy's Life e aparecendo nas produções Barefoot in the Park e Tony and Tina's Wedding.
Em 2012 participou do filme American Pie : O Reencontro como Dr. Ron.
Desde 2017 interpreta o Sargento David "Deacon" Kay na série S.W.A.T.
Em 2021, Kierstan Sauter, uma antiga participante do reality show Love Island reportou em suas redes sociais e em entrevistas que está em um relacionamento de mais de um ano com o ator. Ele não havia indicado que havia se divorciado até então. Jay e Kierstan continuam juntos.